# Der Kopf

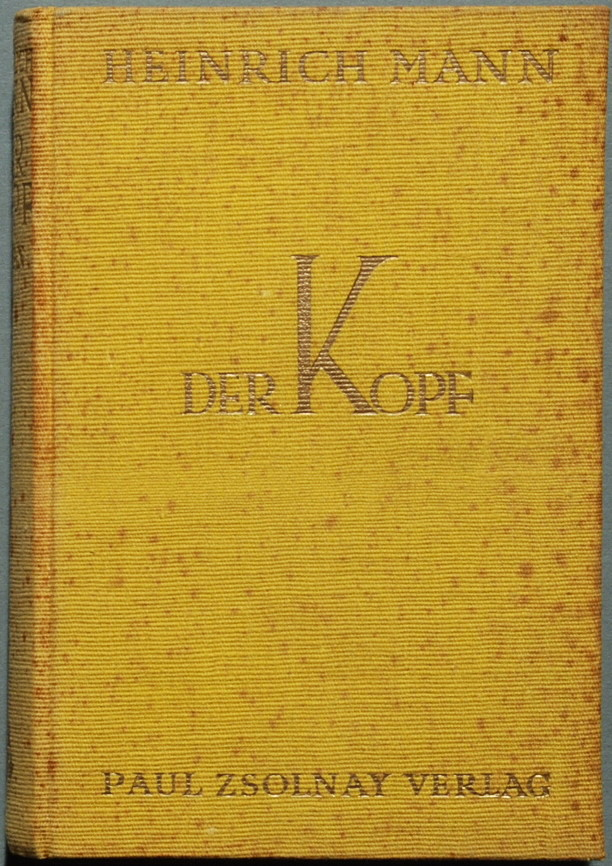
Einband der Erstausgabe

Der Kopf ist ein Roman von Heinrich Mann, der am 21. Februar 1925 beendet wurde und im selben Jahr bei Paul Zsolnay erschien.
Zwei Freunde, die deutschen Intellektuellen Terra und Mangolf, vom „Glauben an Geist“ durchdrungen, steigen in der Wilhelminischen Epoche vor dem Ersten Weltkrieg bis in Schlüsselpositionen des Deutschen Reiches auf und töten sich gegen Kriegsende selbst.

## Figuren
Handlungsträger
- Klaus (auch: Claudius) Terra, Patriziersohn, Rechtsanwalt
  - Lea (auch: Leonore) Terra, Schauspielerin, seine Schwester
  - Fürstin Lili (auch: Madelon), die Mutter von Terras unehelichem Sohn Klaus (auch: Claudius)
- Dr. Wolf Mangolf, Sohn eines Agenten
  - Bellona Mangolf, geborene Knack, seine Ehefrau
- Graf Leopold Lannas
  - Komtesse Alice Lannas, seine Tochter
  - Gräfin Altgott, ehemalige Opernsängerin, seine Freundin
- Baron von Tolleben

Nebenfiguren
- Der Kaiser
- Geheimrat von Knack aus Knackstadt, Schwerindustrieller im Rüstungsgeschäft
- Graf Erwin Lannas, Sohn des Leopold Lannas
- Kurschmied, Schauspieler
- Admiral von Fischer
- Gubitz
- Professor Tasse

## Handlungsort
Der Roman handelt zumeist im Wilhelminischen Berlin, in Liebwalde bei Berlin, aber auch in einer norddeutschen Hafenstadt, in München, im Rheinland, in der Mitte zwischen Berlin und dem Rheinland, in Paris und in Südtirol.

## Handlungszeitraum
Die Handlung läuft von 1891 bis 1917. Die Jahreszahl 1891 wird am Romananfang direkt genannt. Den Endzeitpunkt haben Heinrich-Mann-Interpreten herausbekommen. In der „Nachbemerkung“ wird aus einem Brief des Autors zitiert, in dem er auf ein kleines Erlebnis vom Frühling 1917 verweist. Diese Begebenheit wiederum ist ziemlich direkt in das Romanende eingeflochten.

## Handlung
Die Fürstin Lili
Anno 1891 ist der zwanzigjährige Klaus Terra in „die Frau von drüben“ verliebt. Terra, Patriziersohn in einer norddeutschen Hafenstadt, wohnt der Fürstin Madelon gegenüber. Sie lässt sich von ihm Lili nennen und findet, ein Kollier müsse nicht sein als Geschenk. Terra will mit Lili durchbrennen. Die Fürstin, viel älter und vernünftiger als Terra, flieht nicht mit. Terra aber sagt sich von seinem Vater los und geht nach München. Auf dem Rummelplatz erwirbt er ein Karussell. Nach dem Bankrott des Vaters verkommt Terra gesellschaftlich bis zum Zuhälter.
Später, in Berlin, wird er „Reklamechef“ einer Firma, die betrügerische Börsengeschäfte macht. Dort begegnet er wieder Fürstin Lili, die ihr Geld in die „Schwindelagentur“ gesteckt hat. Es sieht so aus, als ob es Terra ist, der die dubiose Firma auffliegen lässt. Daraufhin gibt sich der Firmendirektor die Kugel. Als Terra die Fürstin in deren Wohnung aufsucht, stellt sich heraus, beide haben einen zweijährigen Sohn. Lili hat ihn Klaus genannt. Sie ermuntert Terra, das unterbrochene Studium der Jurisprudenz abzuschließen und unterstützt ihn. Das bisschen Geld reicht nicht. Im Hause Lannas gibt Terra der Komtesse Alice Italienisch-Unterricht. Dort begegnet er Mangolf. Der Jugendfreund, inzwischen auf steilem Karriereweg in Regierungskreisen, will nichts von dem „Reklamechef“ der „Berliner Schwindelagentur“ wissen.
Terra verliebt sich in Alice. Es kommt zu Begegnungen Terras mit dem Hausherrn. Terra spielt dem Grafen „einen Menschlichkeitsapostel“ vor. Graf Lannas lernt Terra schätzen. Terra tritt als Pazifist auf und bittet Lannas um Abschaffung der Todesstrafe. Lannas lauscht aufmerksam, diskutiert angeregt und hört sich sogar an, wie Terra Mangolf einschätzt.
Das herrlichste Erlebnis
Als Terra Anwalt ist, pumpt er seinen Freund Mangolf an. Mit dem Geld richtet er sich als Armenadvokat ein und gibt der Fürstin Alimente. Terra hat Gewissensbisse. Er muss die Fürstin heiraten. Schließlich vergisst er die Idee der Vernunftehe, gewinnt als Anwalt „läppische Privatsachen“ und rettet Arbeiter vorm Zuchthaus, „die andere Arbeiter zum Streik aufgereizt haben“. Graf Lannas, Reichskanzler geworden, ist nicht einverstanden mit Terras abseitigem Tun und macht den Armenadvokaten zum Reichstagsabgeordneten der Reichspartei. Zum Redner bestimmt, bezeichnet Terra in einer flammenden Rede vor dem Hohen Hause dem kommenden Krieg als „das herrlichste Erlebnis unseres Volkes“. Daraufhin wird der Abgeordnete Knack auf den Redner aufmerksam. Reichskanzler Lannas spricht über deutsche Friedensliebe, weil zuvor kein Abgeordneter den Terminus in seiner Ansprache in den Mund genommen hat.
Der Abgeordnete Terra sucht zwischen zwei Reichstagssitzungen seine Schwester, die Schauspielerin Lea, auf. Es sieht so aus, als bestehe eine inzestuöse Beziehung zwischen den Geschwistern.
Fürstin Lili ist klug genug, um nicht auf der Verbindung mit Terra, die sie für Selbstmord hält, zu bestehen. Inzwischen, der Sohn ist sechs Jahre alt, hat sie noch eine neugeborene Tochter. Der Kindesvater ist Terras Freund Mangolf. Die Fürstin spiegelt aber dem „groben Junker“ Baron von Tolleben vor, er sei der Vater des Kindes.
Da lacht der Kaiser
Auf einer Abendgesellschaft bringt Terra den Kaiser ungewollt zum Lachen, indem er seine Forderung nach Abschaffung der Todesstrafe vor den allerhöchsten Ohren erneuert. „Wat denn?“ berlinert der Kaiser, verwundert über die „abgrundtiefe ideologische Tölpelei“. Terra ist über seinen unverzeihlichen Fauxpas betrübt. Doch Knack stellt den humanistischen Terra „als Syndikus und Direktionsmitglied“ in seiner Firma ein. So werden Pazifisten kaltgestellt. Außerdem weiß Knack von der Männerfreundschaft des Reichskanzlers Lannas mit Terra und nutzt diese für seine Zwecke. Zum Beispiel nach der Niederlage der Russen gegen die Japaner im Herbst 1905 unterhalten sich Lannas und Terra über aktuelle Weltpolitik. Alice mischt sich in die Machtspiele der beiden ein, bestürmt den Vater, er solle seinen Untergebenen, den „neuen Staatssekretär“, beim Kaiser die Dinge regeln lassen. Alice meint ihre gerade „noch jugendliche Bulldogge“ Tolleben, die sie geehelicht hat. Die junge Frau, „die lieber herrschen als lieben will“, mischt kräftig mit im Poker um die Macht. Lannas ist gegen den Krieg, den die kriegslüsterne deutsche Industrie herbeisehnt. Der Dialog zwischen Lannas und Terra ist sehr offenherzig. Terra gesteht dem Reichskanzler, er stehe Knacks „Spionage- und Bestechungsbüro“ vor. Knack verdiene nicht nur an der deutschen Rüstung, sondern auch an der des Feindes. Lannas, dem die Augen geöffnet wurden, erweist sich gegen die Rüstungsindustrie als ebenso machtlos wie sein Kaiser. Lannas will „das Gleichgewicht erhalten“ und schickt Terra nach Paris. Als sein „geheimer Agent“ soll er bei den Franzosen ausspionieren, inwieweit Knack wirklich international verstrickt ist. Terra, der ja schon die dumme Idee mit der Abschaffung der Todesstrafe hatte, hat wieder eine gute Idee: Lannas solle die Kontrolle über die Industrie erlangen, indem er das Kohle- und Erzmonopol des Staates errichtete. Lannas, gramvoll, will die neue Idee, die den Krieg verhindern soll, aufgreifen. Aber der Reichskanzler erweist sich als zu schwach.
Mangolf
Wolf Mangolf, Sohn eines Agenten, hatte 1894 in München promoviert und war in Berlin im Auswärtigen Amt zum Privatsekretär des Staatssekretärs Graf Lannas aufgestiegen. Lannas macht Mangolf zum Geheimrat. Die „Mitinhaber der Macht“ dulden zwar Mangolf, sehen in ihm aber einen Eindringling. Mangolfs Kapital ist lediglich sein Genie. 1894 hält der „Gehirnfatzke“ Mangolf in der Hasenheide bei den Alldeutschen eine üble chauvinistische Rede. Der Kaiser findet solchen Gefallen an dem „alldeutschen Bockmist“, dass Lannas den Untergebenen zum Geheimen Legationsrat  befördern muss. Mangolf, in seiner Euphorie, will hoch hinaus bis zum Reichskanzler. Zunächst macht er eine gute Partie. Mangolf heiratet Frau Bellona von Tolleben-Knack, „die reichste bürgerliche Erbin“ Deutschlands, Tochter des Rüstungsindustriellen Knack. Als wohlgestaltetes junges Fräulein war sie vom Herrn Papa dem Baron von Tolleben geopfert worden. Die Ehe ging entzwei und Tolleben machte fortan Alice Lannas den Hof (siehe oben). Der alte Knack erhofft sich von der Verbindung seiner Tochter mit Mangolf Einfluss auf Lannas. Bellona liebt Mangolf, er seine „Kanonenprinzessin“ aber nicht, denn er ist der Geliebte Leas von Jugend an. Am Tage der Vermählung kommt es zu einem Eklat. Der Schauspieler Kurschmied, ein Verehrer Leas, will den Bräutigam erdolchen. Terra entwaffnet den Attentäter. Kurschmied wollte Lea rächen. Denn Mangolf verschmähte um der Karriere willen Lea. Terra lässt es vor der sensationshungrigen Presse so aussehen, als ob keine Verbindung zwischen dem Attentäter und Lea bestehe. Mangolf will seine junge Frau verlassen und zu Lea zurück. Lea macht nicht mit.
Mangolf wird Unterstaatssekretär. Als Mangolf von seinem Erzrivalen, dem Alldeutschen Baron von Tolleben, zum Duell gefordert wird, erweist sich der Bürgerliche nicht gerade als Mann von Ehre. Tolleben will der Vater von Fürstin Lilis neuestem Kind sein. Mangolf soll es nicht sein. Die Rivalität ruht auf „tiefgehenden Gegensätzen“. Sind doch erstens beide Herren Konkurrenten im Bett der Fürstin Lili und ist doch zweitens Mangolf für Tolleben der gehasste Nachfolger bei Tollebens erster Ehefrau Bellona Knack. Tolleben hatte inzwischen Alice Lannas geehelicht (siehe oben). Mangolf setzt alle Hebel in Bewegung, um aus der Schusslinie des sehr sicheren adeligen Schützen zu geraten. Dabei hofft er auf die Hilfe des Freundes. Terra aber, inzwischen bei Knack angestellt, hält sich im Rheinland auf. So trifft sich der Jammerlappen Mangolf mit Terra auf halbem Wege zwischen Rheinland und der Reichshauptstadt. Terra verhindert das Duell, regelt die Dinge, indem er zu den Alldeutschen geht und einfach politische Interessen vorschiebt. Tolleben, der Schwiegersohn des Reichskanzlers Lannas, darf sich keinesfalls mit Mangolf, dem Schwiegersohn des Geheimrates von Knack, einem Exponenten des „Rüstungskapitals“, schlagen. Als dann Terra noch droht, Knacks Zahlung an die Alldeutschen könnten ausbleiben, kommt der wackere Kämpe Tolleben nicht mehr zu seinem Schuss.
Der Kuss auf den Mund
Terra bedauert, dass nun auch Alice, „die Liebe seines ganzen Lebens“, in dem Machtgerangel seine Feindin wird. Er küsst die Frau in ihrem Garten auf den Mund – „das erstemal im Leben“, und der Gatte Tolleben „am Fenster droben“ schaut zu. Terra will Alice nicht heiraten, sondern lieben. Er verrät Alice, dass Tolleben von der Fürstin Lili ein Kind haben soll. Der wirkliche Vater des kleinen Mädchens aber sei Mangolf. Terra ist hin- und hergerissen zwischen Alice und der Fürstin Lili (der gemeinsame Sohn ist inzwischen fünfzehn Jahre alt). Alice hasst ihren Ehemann von Tolleben wegen seines unehelichen Kindes mit der Fürstin. Alice und Terra beschließen, Tolleben zu töten.
Terra fährt auf Lannas’ Geheiß nach Paris. Die Gespräche dort über Pazifismus und „Glaube an Geist“ sind erfolglos. Als er heimkehrt, wird er schon von Alice erwartet. Alice will ihren Vater, den Reichskanzler Lannas, stürzen und möchte Terras „Falschspielertalent“ nutzen. Alice favorisiert ihren Gatten Tolleben, den sie doch töten wollte, als neuen Reichskanzler. Mangolf sei ihr schlimmster Feind. Terra solle sich vor dem falschen Freunde hüten.
Die allerhöchste Plaudertasche
Als der Kaiser dem Feind unbedacht Staatsgeheimnisse ausplaudert – in englischen Zeitungen stehen sie geschrieben –, nimmt die Demontage Lannas’ ihren Lauf. Mangolf, der Tollebens Stelle einnehmen möchte, will den Kaiser „bloßstellen“. Der Monarchist Lannas lehnt das zunächst entrüstet ab. Dann macht er einen schweren Fehler. Lannas geht in eine Reichstagssitzung, auf der es „einmütig furchtbare Majestätsbeleidigungen“ hagelt. Von diesen Leuten nimmt er – Terra kann es nicht glauben – den Auftrag an, dem Kaiser „die Wünsche des deutschen Volkes zu überbringen“. Als darauf noch eine Gesetzesvorlage, die er im Reichstag einbringt, durchfällt, bittet er den Kaiser um seine Entlassung und erhält sie. Lannas, der es im Leben immerhin bis zum Fürsten gebrachten hat, stirbt.
Tolleben wird Reichskanzler und Mangolf Staatssekretär im Auswärtigen Amt.
Fünf Jahre danach, wir schreiben 1914, hat sich Mangolf von seiner Ehefrau Bellona entfremdet und sich seine heranwachsende Tochter zur Feindin gemacht, als er ihr weismachen wollte, Tolleben sei nicht ihr Vater, sondern er selber.
Gegen die aggressiven Abgeordneten macht der „faule Pazifist Tolleben“ im Reichstag keine gute Figur. Nach der Devise „Feind ist das Arbeiterschwein“ sollen die Gewerkschaften zerschlagen werden.
Terra drängt Mangolf, den bevorstehenden Krieg zu verhindern. Mangolf findet die Idee des Freundes, den Krieg mit dem Gesetz über das staatliche Kohlemonopol zu verhindern, albern.
Das große Sterben

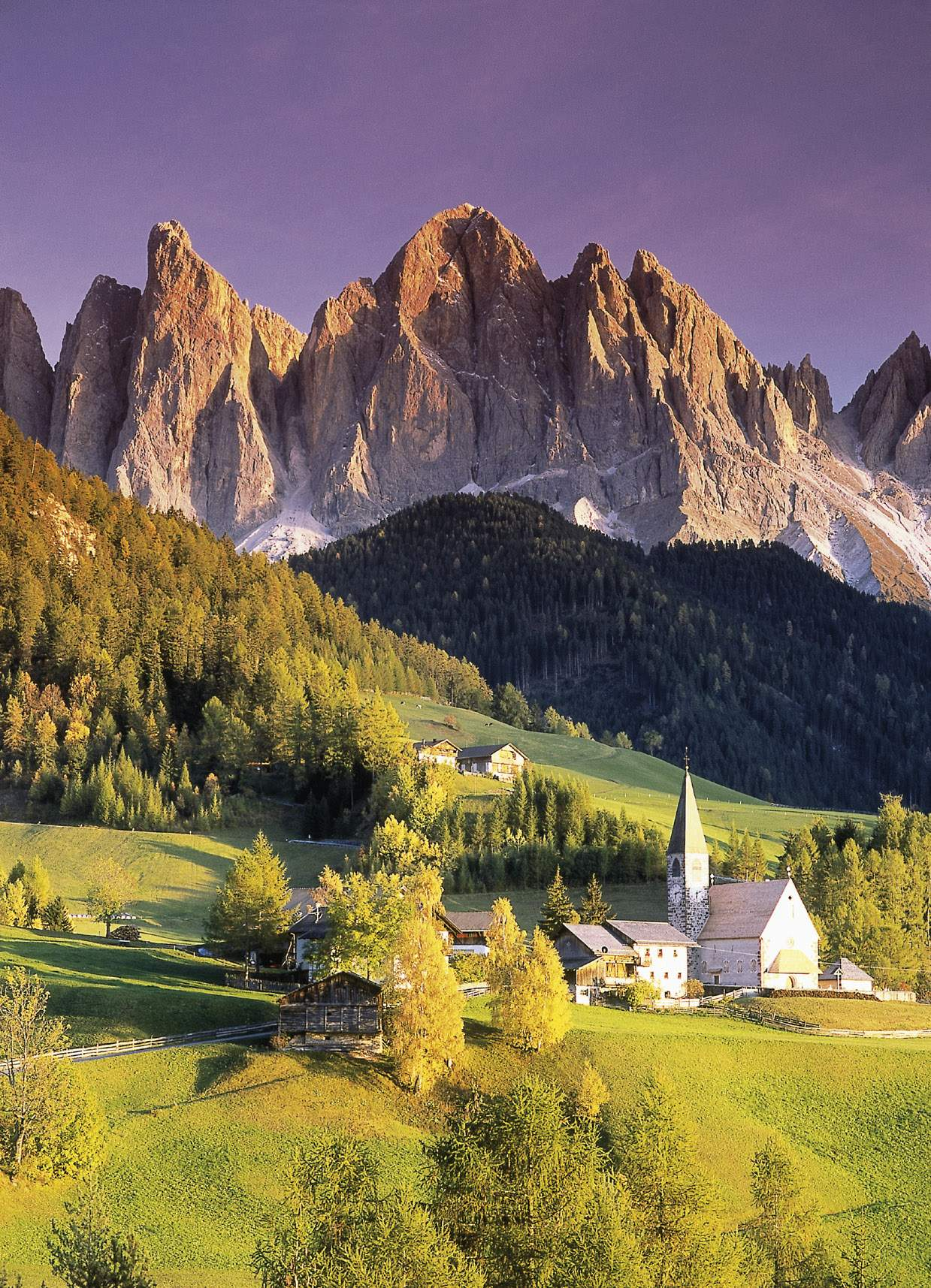
In Südtirol

In den Augen der Polizei soll Lea am Tod einer jungen Frau, mit der sie sich eingelassen hatte, schuld sein. Terra hilft der Schwester bei der Flucht. Beide tauchen in den Südtiroler Bergen unter. Lea kommt in der rauen Natur um. Wieder in Berlin, muss Terra miterleben, wie sein Sohn Klaus Fürstin Lili – die eigene Mutter – ersticht, weil sie seine Heirat hintertrieben hat.
Auf der Fahrt mit dem Automobil in den Reichstag verunglückt Reichskanzler Tolleben tödlich. Dabei kommt auch Lannas’ Sohn Graf Erwin um. Tolleben wollte den Kriegsbeginn verkünden.
Mit Kriegsausbruch verliert Terra seine Stellung bei Knack. Terras Sohn Klaus stirbt im Felde bei der ersten Feindberührung den Tod für das Vaterland. Terra gesteht sich ein, er hat im Leben gelogen und betrogen, aber er will nicht morden. Mangolf, erster bürgerlicher Reichskanzler, wollte die Macht, hat sie bekommen und will sich von Terra nicht seinen Krieg kaputtmachen lassen. Mangolf spricht Expansionsgelüste aus.
Als der Krieg für das Deutsche Reich nicht mehr zu gewinnen ist, wird Mangolf Verräter geschimpft und von der eigenen Tochter bespitzelt. Das junge Mädchen ist immer noch seine Feindin und glaubt bis zuletzt fest an den deutschen Sieg.
Terra, mittellos geworden, wird Schreiber beim Kriegsgericht und dann wieder Armenanwalt. Er geht zu dem Freunde Mangolf hin. Beide, der Armenadvokat und der Reichskanzler, kommen zu der Erkenntnis, Gott nehme sie nur gemeinsam auf. Also verüben sie Selbstmord – durch zwei Schüsse in den Kopf.

## Der Kopf
An zwei Romanstellen werden Terra und Mangolf als Kopf bezeichnet.
- Bellona sagt zu Mangolf, er und sein Freund Terra hätten mit Frauen kein Glück. Bellona weiß auch den Grund. Beide Herren seien „zu sehr Kopf“.[3]
- Der Schauspieler Kurschmied verehrt in Terra die Kraft, auf die Verlass ist. Terra sei der Kopf[4].

## Die Blutspur
Heinrich Mann hatte den „Kopf“ zuerst „Die Blutspur“ genannt. Damit meint der Autor jene Spur, „die durch das gesamte Leben führt“, und die Terra „tilgen“ wollte. Eine Narrheit, wie Terra schließlich einsehen muss. Jene Spur lässt sich durch den Roman verfolgen.
- Das fängt schon mit Lannas an, wenn er den Deutschen „Arbeitskraft, Ordnung und Methode“ bescheinigt, Eigenschaften, die eben nur der Deutsche habe.[7]
- Das geht weiter, wenn einer Krieg nicht dulden will. Dann tritt gleich ein General an einen Admiral heran und spaßt: Eine Division müsse hinüber nach England und drüben losschlagen. Aber 1909 ist noch keine Flotte da. Also soll es zunächst mit Russland nach Indien gehen.[8]

Der Autor nennt Fakten aus der Historie des Deutschen Reiches auf dem Weg in den Ersten Weltkrieg.
- 1891 Der Alldeutsche Verband, Gegner Englands, ermuntert den Kaiser zum Flottenbau[9] und strebt den nächsten Krieg an.
- 1905 Tangerfahrt des Kaisers.[10]
- 1905 Schlieffen-Plan.[11]
- 1906 Konferenz von Algeciras.[12]
- 1908 Daily-Telegraph-Affäre.[13]
- Der Kaiser schafft den „Bürgerblock“.[14]
- 1911 Panthersprung nach Agadir.[15]
- 1914 Niederlage an der Marne.[11]

Aber auch französische und internationale Politik finden Eingang in den Roman.
- 1894 Die Dreyfus-Affäre.[16]
- 1898 Französische Liga für Menschenrechte.[17]
- Sommer 1907: „Friedenskonferenz im Haag“.[18]

## Das Kaiserreich
„Der Kopf“ ist der letzte Teil einer dreiteiligen Werkreihe Heinrich Manns, betitelt
„Das Kaiserreich. Die Romane der deutschen Gesellschaft im Zeitalter Wilhelms II.“
- Teil 1: Der Untertan. Roman des Bürgertums, geschrieben 1912 bis 1914, erschienen im Dezember 1918.
- Teil 2: Die Armen. Roman des Proletariers, geschrieben 1916 bis April 1917, erschienen im August 1917.
- Teil 3: Der Kopf. Roman der Führer.

## Dichtung und Wahrheit
- Nur eines ist sonnenklar – mit dem Kaiser meint der Autor, obwohl er ihn nie bei Namen nennt, Wilhelm II. Alle anderen Personen im Roman sind mehr oder weniger erfunden.
- Heinrich Mann hat sich mit dem „Kopf“ sieben Jahre gequält. Er wollte Ursachen des Ersten Weltkriegs bloßlegen. Heinrich Mann gesteht, er habe während des Schreibens „bei Mangolf am Häufigsten“ an Harden gedacht. Harden war aber Publizist und kein Politiker wie Mangolf.
- Bülow war vom 17. Oktober 1900 bis zum 14. Juli 1909 Reichskanzler. Im Roman wird Lannas 1909 als Reichskanzler entlassen. Es ist also nur folgerichtig, dass Heinrich Mann Bülow in Verbindung mit Lannas explizit nennt (siehe unten unter „Selbstzeugnisse“), aber Lannas stirbt im Roman sofort nach seiner Entlassung, Bülow hingegen lebt nach seinem Rücktritt noch zwanzig Jahre.
- Zuweisungen von Romanfiguren zu Personen der Zeitgeschichten finden sich vereinzelt in der Sekundärliteratur zum „Kopf“, besonders aber in der „Nachbemerkung“.[19] Theobald von Bethmann Hollweg, Tirpitz, Friedrich von Holstein, Professor Ernst Hasse aus Leipzig und Jean Jaurès werden dort als Vorbilder für Romanfiguren im „Kopf“ präsentiert.

## Selbstzeugnisse
- In Ein Zeitalter wird besichtigt schreibt Heinrich Mann: „An die leitenden Gestalten des Kaiserreiches ging ich erst im Sommer 1918, wenige Monate vor seinem Zusammenbruch“.[20]
- Am 12. Mai 1924 schreibt Heinrich Mann an Kurt Tucholsky: „Als alter Arbeiter beende ich meine Roman-Geschichte des Kaiserreiches. Heute kann fast Niemand dies verstehn; später finden dann einige Hundert dort den Schlüssel.“[21]
- In einem Brief vom 2. Mai 1925 schreibt Heinrich Mann: „So etwas schreibe ich nicht mehr. Es war das Vollständigste und Höchste, das ich zu leisten hatte.“[22]
- Im „Kulturaufbau“ Düsseldorf, Jahrgang 1950, Nr. 6, S. 139 schreibt Heinrich Mann über den „Kopf“:[23]
  - „Ich habe länger daran gearbeitet als an jedem anderen Roman, sieben Jahre, von 1918 bis 1925. Als ich die Vorbereitungen traf, bestand das Kaiserreich noch.“
  - „‚Der Kopf‘ ist ein Buch der Erinnerungen, da ich das Kaiserreich seit den letzten Jahren Bismarcks bewußt erlebt habe.“
  - „Der Reichskanzler Lannas (Bülow) ist bei mir ein Intellektueller nicht ohne geistigen Ehrgeiz.“
  - „Ich habe bei Mangolf am Häufigsten an Harden gedacht. Terra habe ich so sehr an Wedekind angenähert, daß er seine Sprache und Sätze aus seinen Stücken spricht.“
  - „Alles in Allem: die geistige Schicht von einst hat versagt.“

## Rezeption
- Einerseits schreibt Kurt Tucholsky am 7. November 1925 an Heinrich Mann: „Den ‚Kopf‘ habe ich bekommen. Ich habe ihn sorgfältig gelesen, und es ist mir nicht leicht gefallen, zu verstehen. Ich weiß, daß hier etwas Neues gemacht ist.“[24] Andererseits wirft Tucholsky dem Autor im selben Schreiben das Verfassen quälender Passagen, verursacht von Überspanntheiten, vor.[25]
- Nach Schröter[26] und auch nach Koopmann[27] habe sich Heinrich Mann in der Figur des Terra verewigt und in Mangolf sei Thomas Mann wiedererkennbar.
- Terra revoltiere gegen die Staatsordnung und Mangolf mache Karriere, indem er sich unterwerfe.[26]
- Kiesel[28] konstatiert, der Autor mache die Wirtschaft und das Militär für den Eintritt in den Ersten Weltkrieg verantwortlich.